# 楡谷駅 (江原道)
楡谷駅（ユゴクえき、유곡역）は、現在の大韓民国江原特別自治道鉄原郡に存在した金剛山電気鉄道の駅（廃駅）である。

## 歴史
- 1926年7月10日：楡谷里駅として開業[1]。
- 日時不明：楡谷駅に改称。
- 日時不明（1945年以降）：栢徳駅に改称[2]。
- 1950年：朝鮮戦争により廃止。